# Kaspó

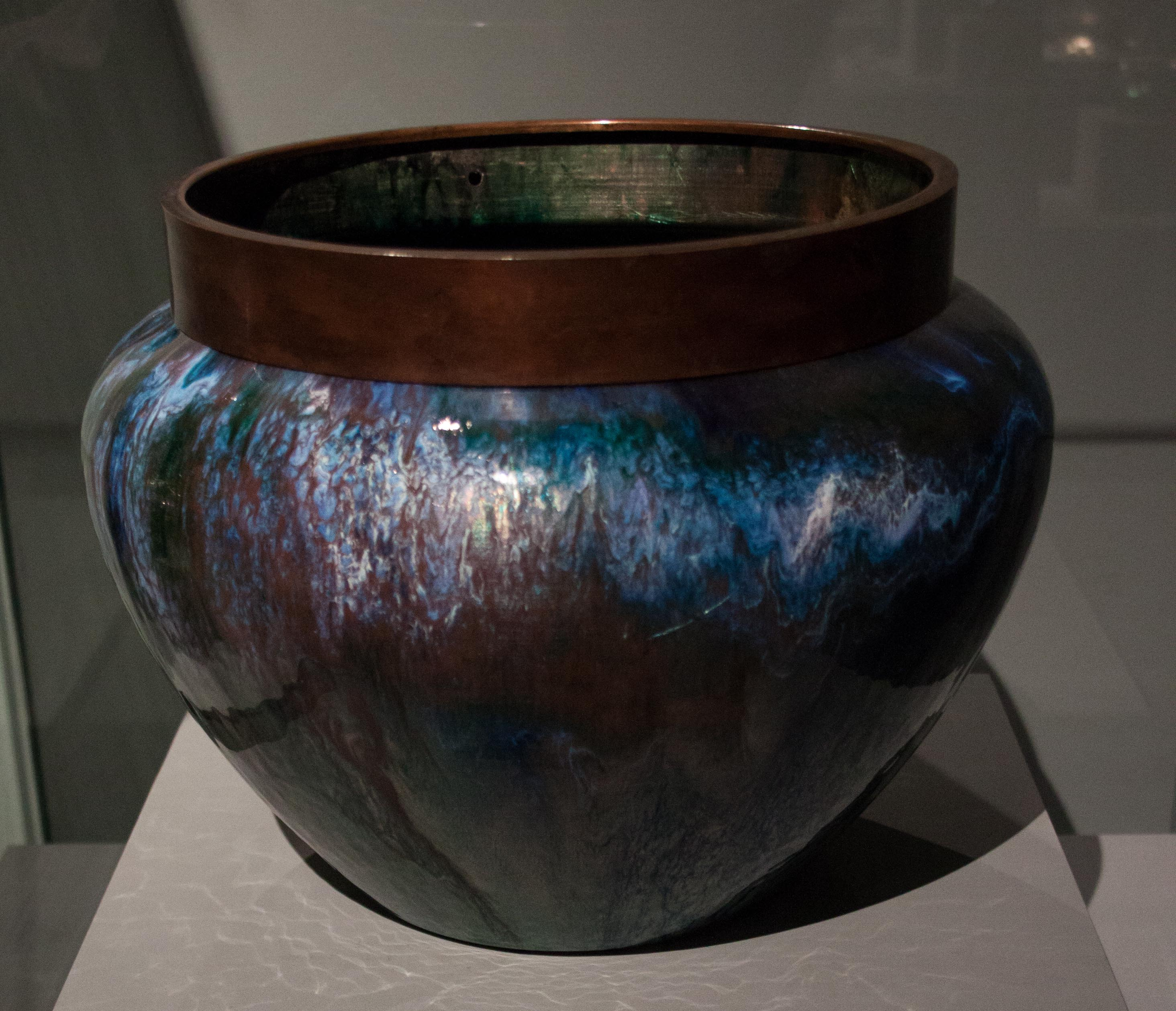
Kaspó, Jakob Rapaport alkotása (1902 körül), Iparművészeti Múzeum, Budapest

A kaspó a mai magyar szóhasználatban öblös mázas kerámiaedény, amolyan külső cserép, amelybe nem helyeznek virágföldet, hanem a virágot cserepestől helyezik bele.

## A szó eredete
A kaspó a francia cache-pot összetett főnév magyarítása. Szó szerint (virág)cserépvédőt, cseréprejtőt jelent. Előtagja a francia cache főnév, amelynek jelentései többek között rejtek(hely), búvóhely; fedő, védő, takaró, valamint maszk. Utótagja pedig a szintén francia pot főnév, ennek itt virágcserép a jelentése. A nagy Eckhardt-féle francia—magyar szótár meghatározása szerint: díszcserép; cserépburkoló papír vagy anyag. Eredetileg franciául tehát a cache-pot nemcsak cserépedényt jelentett, hanem olyan színes krepp-papír, esetleg műanyag burkolatot is, amellyel mintegy „eltakarják" a kevésbé tetszetős, közönséges égetett agyagból készült mázatlan virágcserepeket. 

## A szó használata
Bár az 1970-es években a magyar szót szakzsargonnak tekintették és használatát a „virágcserép” szó mellett feleslegesnek tekintették, a mai magyar köznyelv e szót használja, mégpedig a virágcserépnél szűkebb, pontosabb értelemben.

## Forrás
- arcanum.hu